# 大都會建築事務所
大都會建築事務所（英語：Office for Metropolitan Architecture，縮寫：OMA）是荷蘭建築師雷姆·库哈斯在鹿特丹成立的。1975年創辦，創辦人除雷姆·庫哈斯外，還有伊利亞．攢該里斯（Elia Zenghelis） 與Madelon Vriesendorp和Zoe Zenghelis。

## 早期
在1970年代早期，庫哈斯與增西利斯在AA建築學院相遇，當時庫哈斯是學生，而伊利亞．攢該里斯是建築學院的講師。1972年，他們合作的第一個案子是庫哈斯在AA的畢業作品；稱為烏托邦/惡托邦計劃，此作品宛如一道柏林圍牆，將倫敦切開成兩半。名稱是〈大出走：或成為建築的自願囚徒〉（Exodus, or the Voluntary Prisoners of Architecture）。此作品帶有強烈的庫哈斯風格，將尖銳的概念貫穿整件建築作品。
接下來的作品還有1974年《給地球俘虜的城市》（City of the Captive Globe）、1975年的Sphinx旅館（Hotel Sphinx）、1975年到1976年的新社福島與社福旅館（New Welfare Island/Welfare Palace Hotel）、1975年的羅斯福島再發展計劃（Roosevelt Island Redevelopment）；這些案子充滿了大膽的建築理念，以驚人的紙上模型呈現（基地皆為紐約市的曼哈頓）
僅管上面這些具有強烈理念的建築從未被建造過，但在庫哈斯1978年出版的知名著作《譫狂紐約：為曼哈頓寫的回溯性宣言》（Delirious New York, A Retroactive Manifesto for Manhattan；ISBN 1885254008）裡，引起了相當多的討論和共鳴。
在搬到鹿特丹之前，OMA可說僅在於紙上談兵的階段。當辦公室在鹿特丹成立之後，他們所接到第一個實際建築案是透過競圖而贏得的，庫哈斯與後來加入OMA的札哈·哈蒂成功的在大約10個首選建築提案中，贏得了海牙新荷蘭議會大廈的建築合約（主要設計來自薩哈·哈帝）。當時這項競賽結果引起了不少爭議，國際建築界和輿論批評荷蘭議會不應將重要的建築案交由完全沒有實務經驗的OMA，最後以至OMA並不是建造此案的事務所，當時在國際建築界中，此案詳細的紀錄與出版物引發了相當多的討論，並將OMA知名度大為提升，推向成功的1980年代時期。

## 1980年代
1981年，OMA的頭兩個建築實務經驗來自《荷蘭舞蹈中心》與《阿姆斯特丹昔日港防區之規劃》。荷蘭舞蹈中心（圖片 （页面存档备份，存于））的建築案，由於基地變更，導致設計與建造上一波三折，在1984年才開工，到1987年完工時，被國際建築界批評充滿了「新手的錯誤」，僅管飽受源源不止的評論，荷蘭舞蹈中心被視為OMA第一個能貫徹庫哈斯理念的建築案。
至於《阿姆斯特丹昔日港防區之規劃》、則鮮少被庫哈斯提起，他在此案中設計了兩道長型住宅大樓（約供1300個家庭居住），並有學校、社區活動中心等規劃。在1980年代裡，OMA又陸續接了不少建築案，如荷蘭阿美爾警局（1982年到1985年）、鹿特丹巴士站（1985年到1987年；在2005年拆除）、阿姆斯特丹Byzantium公寓（1985年到1991年）、柏林查理檢查哨（1984年到1990年）；然而這些建築案都不如1980年代後期，OMA在鹿特丹與巴黎進行的兩個重要建築。
1985年到1988年，在鹿特丹，OMA在堤岸區建造了名為「密斯追隨者」（Miesian）的露臺別墅區，將知名建築師密斯·凡德勒的風格融合在其中，1984年到1991年間，則在巴黎建造了巴黎別墅（達爾雅瓦別墅，Villa Dall’Ava）（圖片）；此別墅依據委託人的需求打造，據庫哈斯說法，原先他設計的是玻璃屋，但委託人還想要一個屋頂游泳池，因此最後變成了一個具有屋頂游泳池的玻璃屋，以至於此案在建造中遇到不少難題。1990年在波尔多则设计了一座波尔多住宅，以为残疾的男主人设计的升降平台为特色。庫哈斯在著作《小、中、大、超大》一書中說：「然而它也帶來了OMA的成長紀錄」。
1980年代，OMA也做了不少研究，包括有1979年阿納姆監獄改造計劃、1979年鹿特丹的Boompjes塔建案、1980年柏林IBA之家建案、1983年巴黎的世界博覽會建案。這些研究案都是OMA參與競圖的作品，僅管沒有獲得委建合約，但也替OMA奠定了國際建築事務所的聲望。

## 21世纪的OMA
OMA 最近完成的作品包括伦敦Viktor&Rolf商店（2011）；美国达拉斯的威利剧院（2010）；韩国首尔的Prada Transformer，它是一座可作多角度转向以改变外形及用途的建筑物（2009）；德国埃森的埃森矿业同盟矿区历史博物馆（2006）；首尔国立大学美术馆（2005）；葡萄牙波尔图市立音乐厅（2005）；洛杉矶的Prada全球旗舰店（2004）；西雅图市立图书馆（2004）及首尔Leeum三星美术馆（2004）；柏林的荷兰大使馆（2003）以及位于芝加哥的伊利诺理工学院学生活动中心（2003）、纽约的Prada全球旗舰店（2001）等。
2005年；西雅图中央图书馆的落成，是OMA在21世纪的第一个经典作品，虽然在1998年，OMA并没有被列在此案的初选邀请建筑事务所清单中，但透过西雅图当地OMA伙伴约书亚·拉莫斯Joshua Ramus的协助，OMA被列入了邀请名单，最终赢得了竞图。
此图书馆大胆而新颖的设计落成后，引起西雅图当地居民一些批评，主要是其外观一点都不像一般图书馆，且与市容格格不入。但这个造价接近两亿美金的经典建筑也引起了设计界不少好评，并将西雅图推向了国际建筑舞台的一部份。此案也使OMA获得《时代杂志》2004年最佳建筑奖与2005年AIA荣誉奖（美国建筑业界最高成就奖）。
另一个OMA在德国柏林施普瑞河（en:Spree_River）的建案，也在2005年引起了不少注目。该案为荷兰驻德国柏林大使馆。由库哈斯与艾伦·房龙（Ellen Van Loo）领衔设计，获得了欧盟两年一次的当代建筑奖。此建筑亦带有浓厚的库哈斯風格，以玻璃为外观主角，使用贯通楼层的通道将内部切割为两半，在河畔夜色里相当突出。
OMA 目前于亚洲有多个项目，最近完工的有新加坡翠城新景（2013）、中国中央电视台CCTV总部大楼（2012）与深圳证券交易所运营中心（2013）。 其他项目包括新加坡The Scotts Tower住宅塔楼，及一所在泰国曼谷的多元化高楼大厦。 2009年1月，OMA 赢得臺北表演藝術中心国际竞图首奖，负责兴建工程，预计2020年前后完工。2009年6月，OMA 赢得深圳水晶岛规划设计深圳竞赛，于深圳中心设计一个交通及文化区。
目前OMA有7位合伙人，分别是Rem Koolhaas (雷姆·库哈斯)、Ellen van Loon、Reinier de Graaf、Shohei Shigematsu、Iyad Alsaka、大卫‧希艾莱特(David Gianotten)以及管理合伙人Victor van der Chijs；原合伙人之一的Ole Scheeren 于2010年3月离职）。公司规模约为230名员工，总部位于鹿特丹，并在纽约市、香港、北京都有办事处。专门承接建筑设计、市区规划和文化分析等工作，并以采纳Arup结构和雇用专门的机械工程师闻名，另有研究分公司称为AMO。

## 組織

### 領導
OMA 由7位合夥人共同主持，分別是 Rem Koolhaas (雷姆·庫哈斯)、Ellen van Loon、Reinier de Graaf、Shohei Shigematsu、Iyad Alsaka、大衛‧希艾萊特 (David Gianotten) 、Chris van Duijn、Ippolito Pestellini Laparelli以及Jason Long；原合夥人之一的 Ole Scheeren 已於2010年3月離職。公司規模約為230名員工，專門承接建築設計、市區規劃和文化分析等工作，並以採納Arup結構和雇用專門的機械工程師聞名，另有研究分公司稱為AMO。

### 辦公室
OMA 於鹿特丹、紐約、香港、北京、多哈都有辦公室。
鹿特丹辦公室目前正進行倫敦 Rothschild Bank 項目及荷蘭最大型的樓宇項目 De Rotterdam 的興建工作，以及以下項目的設計工作：鹿特丹新會堂 Stadskantoor；法國 Caen 的 Bibliothèque Municipales à Vocation Régionale；格拉斯哥的癌症療養中心 Maggie's Centre；以及西班牙科爾多瓦的國會中心。辦公室亦負責中東的數個項目，包括多哈教育城三座大樓。
紐約辦公室由 Shohei Shigematsu 領導，目前負責正在興建的美國康乃爾大學建築、美術及規劃學院延伸部分 Milstein Hall項目，以及加拿大魁北克國家美術館新大樓。
香港辦公室由 David Gianotten 領導，曾参与了珠海学院新校区项目与香港西九文化区设计竞赛项目，目前进行臺北表演藝術中心項目。
北京辦公室完成了 OMA 有史以來最大型項目 - 575,000 平方米的中國中央電視台CCTV總部大樓及毗連的電視文化中心(TVCC)。辦公室負責的其他項目包括新加坡翠城新景住宅項目等。

### OMA
1998年，庫哈斯創立 AMO，是一個以生產非建築項目為主的設計研究的工作室。其工作範疇包括籌備展覽、品牌設計、出版及能源計劃。OMA 曾參與於威尼斯雙年展展覽(關於聖彼德堡的隱士盧博物館)及威尼斯建築雙年展展覽 (關於海灣發展及保育)，並承擔Wired和Domus雜誌的特約編輯。其客戶包括環球影業公司、阿姆斯特丹史基浦(Schiphol)機場、喜力、聖彼得堡艾米塔吉博物館、宜家、康泰納仕公司(Conde Nast) 以及哈佛大學。
OMA的參與項目亦包括 Prada 銷售店內的技術發展；大眾汽車的未來企劃；有機快餐公司 TMRW 的企劃；阿姆斯特丹新設計學院 Platform 21 的工作；聖彼德堡隱士盧博物館的策展藍圖；以及 2050路線圖：繁榮、低碳歐洲實用手冊(Roadmap 2050: A Practical Guide to a Prosperous, Low-Carbon Europe)。2008年，OMA 為德國 Weil am Rhein 的 Vitra Design Museum 策展 "Dubai Next" 展覽。AMO 亦是 Al Manakh 一書的編輯之一，該書詳細分析海灣地區的迅速轉型。2010年，OMA 與 Archis 及 Pink Tank，製作續集 Al Manakh 2。

## 重要項目

### 西雅圖市立圖書館
1999年，OMA 於一競賽中勝出，為西雅圖設計一所新的中央圖書館。西雅圖市立圖書館於2004年5月3日向公眾開放。2005年，西雅圖市立圖書館獲美國建築師協會 AIA榮譽獎表彰。該大廈被紐約客知名建築評論員 Paul Goldberger 形容為「本世代最重要及最振奮人心的圖書館」。

### 葡萄牙波爾圖市立音樂廳
於2005年建成，是波爾圖國家管弦樂團的新址，位於 Rotunda da Boavista 一新公共廣場。紐約時報建築評論員 Nicolai Ouroussoff 評價這座由多面構成的建築為「一座知性的熱忱與感觀的美態互相匹配的建築」。音樂廳內，1,300 座位的大型演奏廳兩端均有波形玻璃，令音樂廳向整個城市開放，並為音樂廳提供一個富戲劇性的表演背景。波爾圖市立音樂廳亦擁有一個面積較小，沒想到固定座位的表演空間。」

### 柏林荷蘭大使館
柏林荷蘭大使館是一個兩邊由城牆包圍的立方體，立方體由懸臂式的會議室，以及可見的內部迂迴路徑貫穿。柏林荷蘭大使館於2005年獲密斯·凡·德·羅獎 (歐盟的當代建築獎)。

### 杜拜 Waterfront City
2007年，OMA 受 Nakheel Properties 委託，負責位於杜拜波斯海灣人工島的 Waterfront City 整體規劃。根據設計，Waterfront City 面積達 139.35 平方公里，可容納 150 萬人。OMA 為此城市設計的方案，包括5座大型大廈、1 座將由 OMA 設計、高 590尺 (180米) 的球形建築。球形建築集會議中心、住宅、酒店及零售於一身。

### 歐盟會旗方案
2001年5月尼斯條約簽訂後，布魯塞爾成為歐洲的官方首都。當時的歐洲委員會主席 Romano Prodi 及比利時首相 Guy Verhofstadt 邀請庫哈斯加入討論歐洲首都的所需和要求。
在這些用作促進未來討論的會談中，庫哈斯與 OMA 提議建立一套視覺語言。這項建議引發一系列的圖則及草案，包括「條碼」(Barcode)。「條碼」將歐盟各國的國旗融合，組成一個色彩豐富的符號。
目前的歐盟會旗有特定數目的星星，但在「條碼」中，新的成員國可隨以加入會旗而不會影響會旗的構圖。原本的「條碼」包含了當時歐盟的15個國家。2004年，「條碼」符號作出相應更改，包含新增的10個成員國。
2006年，奧地利担任欧盟轮值主席国时，「條碼」首次被官方使用。標誌已被用于歐盟資訊活動 (information campaign)，並會於奧地利再次担任欧盟轮值主席国期間作为会旗使用。
標誌使用初期，由於會旗的愛沙尼亞部分出錯，曾引起部分爭議。

## 目前項目

### 歐洲
鹿特丹 - ABNAMRO 大廈

鹿特丹 - De Rotterdam 多用途大廈

鹿特丹 - Stadskantoor

西班牙 - 科爾多瓦國會中心

卡昂 - Bibliothèque Municipales à Vocation Régionale

威尼斯 - Il Fondaco dei Tedeschi

英國倫敦 - Rothschild Bank 總部大樓

英國格拉斯哥 - Maggie's Centre

英國 - 英聯邦學院

莫斯科 - Strelka Institute for Media, Architecture and Design

2050路線圖：繁榮、低碳歐洲實用手冊(Roadmap 2050: A Practical Guide to a Prosperous, Low-Carbon Europe)

米蘭及巴黎 - Prada 時裝表演

### 中東
卡塔爾 - 卡塔爾教育城中央圖書館

卡塔爾 - 卡塔爾教育城，RAND Qatar Policy Institute 策略學習中心

卡塔爾 - Qatar Foundation 總部大樓

### 北美洲
美國 - 美國康乃爾大學建築、美術及規劃學院延伸部分 Milstein Hall

加拿大 - 魁北克國家美術館

### 亞洲
中國北京 - 中央電視台CCTV總部大樓

中國北京 - 電視文化中心(TVCC)

中國深圳 - 深圳證券交易所

香港 - 啟德崇光百貨雙子塔

香港 - Arabica咖啡分店

新加坡 - Singapore Scotts Tower

新加坡 - The Interlace

中华民国臺北 - 臺北表演藝術中心

泰國曼谷 - MahaNakhon

## 外部連結

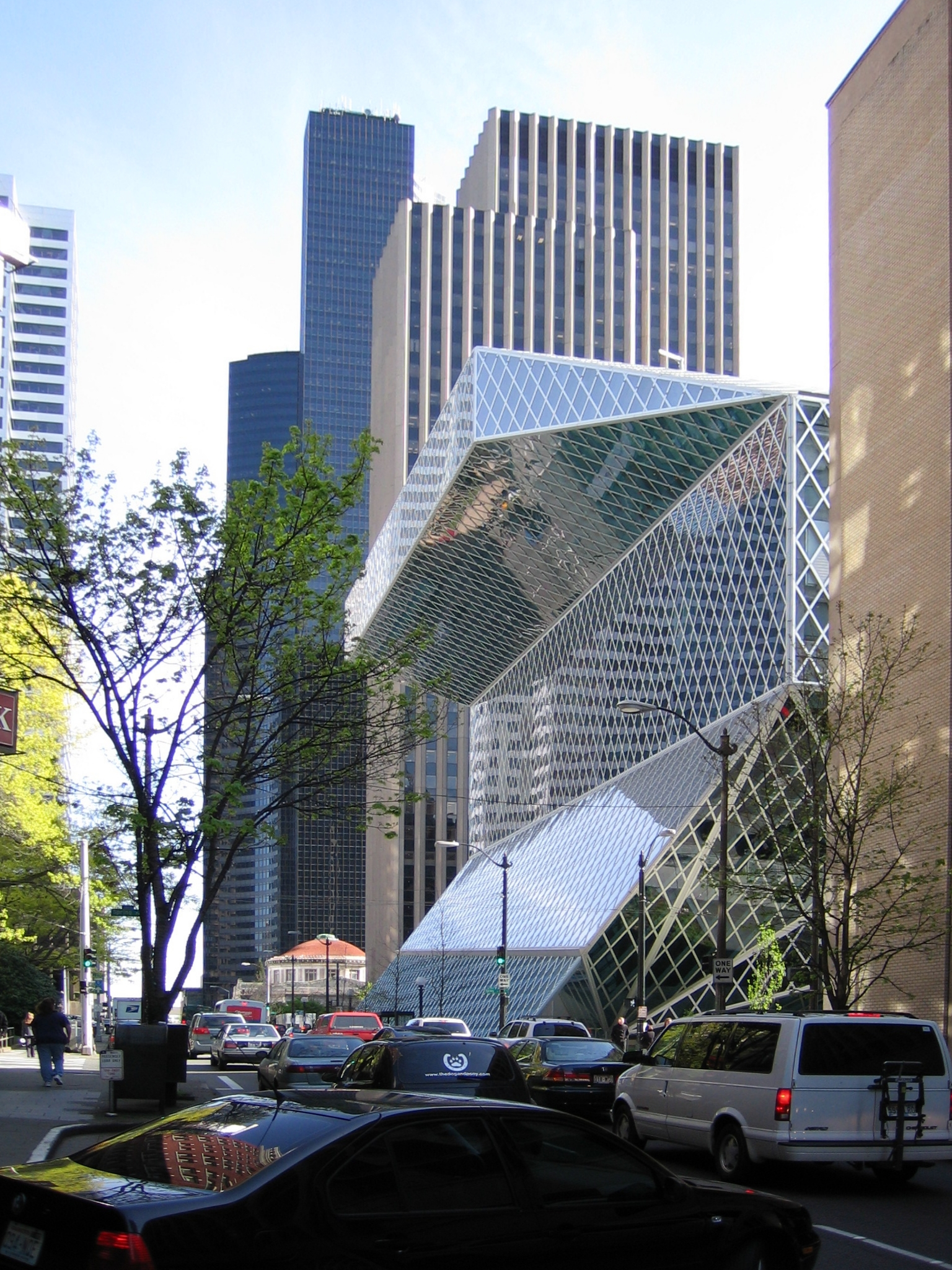
西雅圖中央圖書館外觀

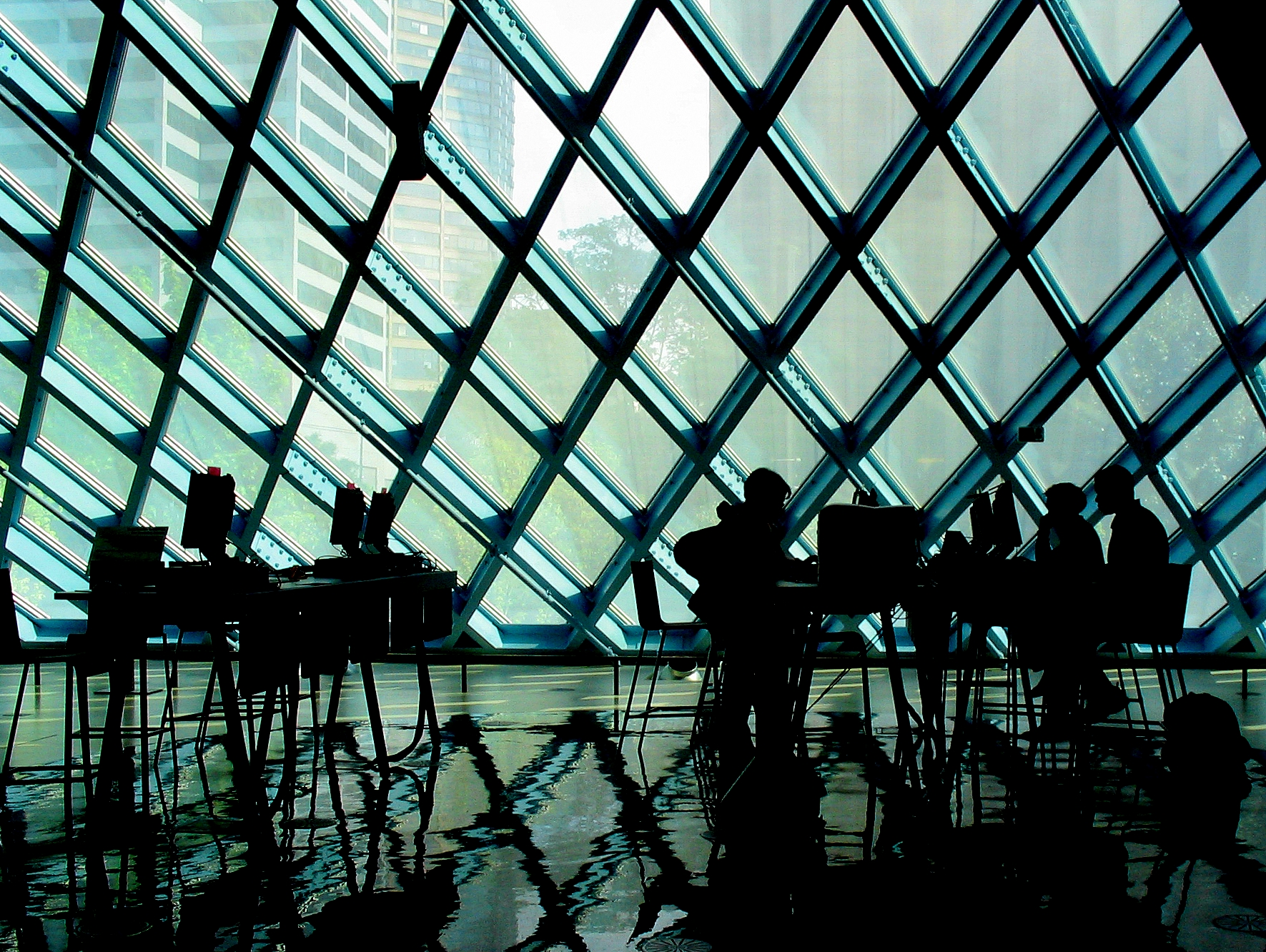
西雅圖中央圖書館, 2004年OMA作品

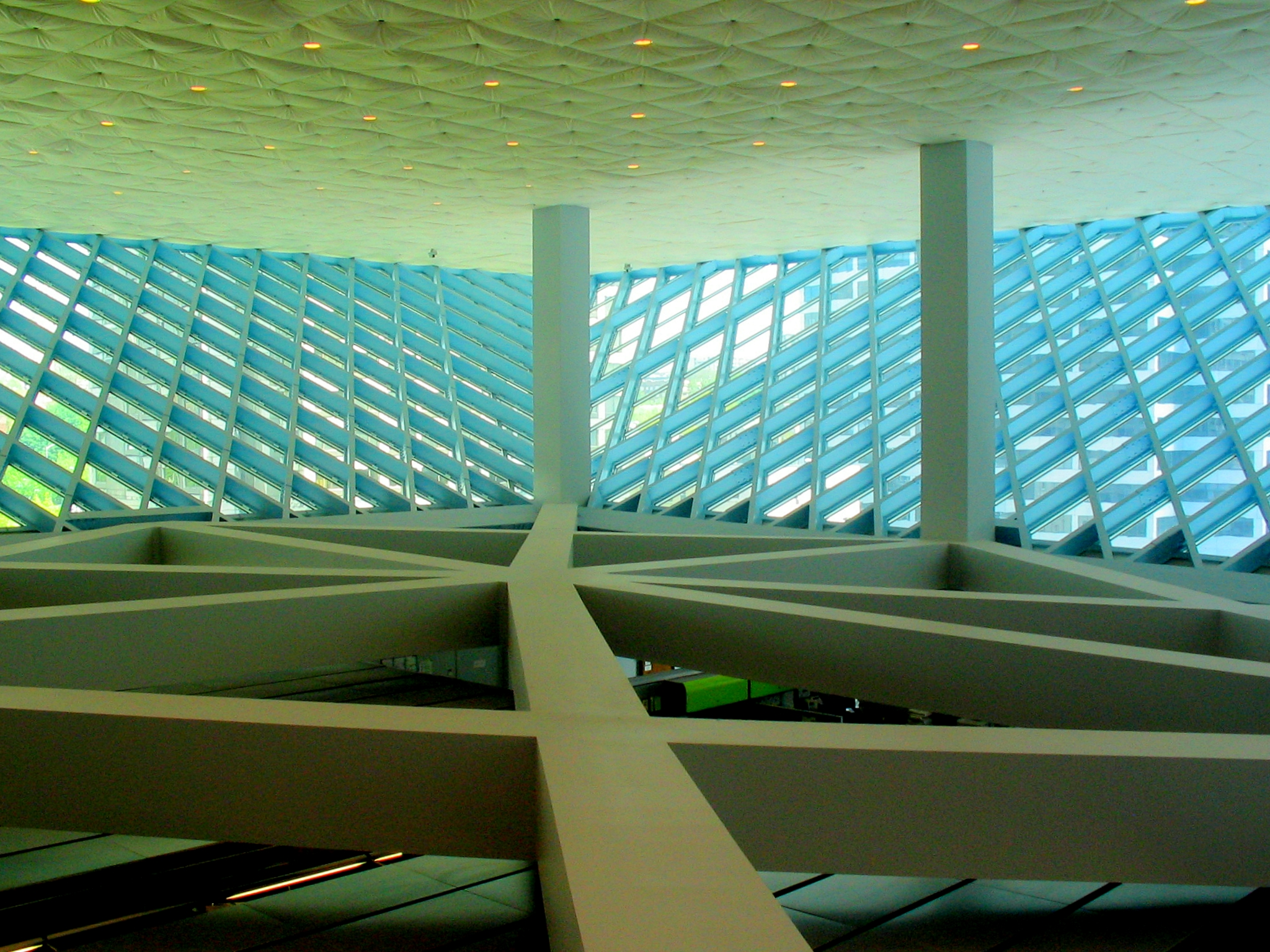
西雅圖中央圖書館的構造充滿了OMA對於拓樸學的熱愛

- Office for Metropolitan Architecture（页面存档备份，存于）
- BBC News | On OMA's flag proposal（页面存档备份，存于）
- OMA的Facebook專頁